# Genyatremus
Genyatremus is een monotypisch geslacht van straalvinnige vissen uit de familie van grombaarzen (Haemulidae).

## Soort
- Genyatremus luteus (Bloch, 1790)